# Eudyptes warhami
Espèce
Eudyptes warhami  est une espèce éteinte de manchots à aigrettes, endémique des Îles Chatham à l'est de la Nouvelle-Zélande continentale. Elle n'est connue que des os sous-fossiles et s'est probablement éteinte peu de temps après l'arrivée des Polynésiens dans les Chatham il y a environ 450 ans.

## Découverte et description
Des os de manchots huppés (genre Eudyptes ) ont été enregistrés dans des gisements de sous-fossiles sur l'île principale de Chatham depuis des années. Ils avaient été identifiés initialement comme des gorfous de Fiordland ou des gorfous huppés, mais Tennyson et Millener ont noté en 1994 qu'ils se différenciaient de ces deux espèces et représentaient probablement une espèce distincte de manchots à aigrettes endémique des Chatham. On l'appelait le « pingouin à crête de l'île Chatham », mais il n'était ni officiellement décrit ni nommé. 
Dans le cadre d'une étude sur l'évolution récente de nombreuses espèces de pingouins, l'ADN mitochondrial des os subfossiles de Chatham Island et du continent a été entièrement extrait, séquencé et comparé à d'autres espèces d'Eudyptes. Les os de Chatham différent suffisamment dans leur ADN pour soutenir l'identité du pingouin en tant qu'espèce vraiment distincte, et celle-ci a été officiellement décrite en 2019 sous le taxon de Eudyptes warhami. Sur la base d'une comparaison des génomes mitochondriaux, cette espèce a divergé de son parent le plus proche, le Gorfou huppé des îles Antipodes, il y a entre 1,1 et 2,5 millions d'années. Cela correspond à l'émergence des îles Chatham de la mer il y a environ trois millions d'années.  

## Extinction
Les Chatham ont été colonisés par les Polynésiens vers 1450 après J-C, et Eudyptes warhami a probablement été chassé jusqu'à son extinction en seulement 150 à 200 ans. D'autres espèces d'oiseaux et une espèce d'otaries auraient également disparu. Il était presque certainement éteint avant l'arrivée des Européens aux Chatham. 
Cependant, il a été suggéré que l'espèce aurait survécu jusqu'à la fin du XIXe siècle. En effet, un « pingouin à crête des Chathams » est enregistré comme ayant été conservé en captivité pendant plusieurs semaines vers 1871 ou 1872, et présenté comme « Eudyptes pachyrhynchus », un nom également utilisé pour Eudyptes sclateri et Eudyptes robustus à l'époque. Toutefois il pourrait s'agir d'un oiseau égaré aux Chathams car plusieurs espèces sont des visiteurs réguliers, peut-être même annuels, et, en particulier, les gorfous des Snares (Eudyptes  robustus), les gorfous huppés (Eudyptes sclateri) et les gorfous sauteurs (Eudyptes chrysocome). Par conséquent, l'oiseau capturé aurait très bien pu appartenir à l'une d'entre elles.
Des ossements d’Eudyptes warhami ont été identifiés dans divers sous-fossiles et sites archéologiques de la Nouvelle-Zélande continentale, notamment dans les régions de Wairarapa, de la péninsule de Banks, de Marlborough et de Paekakariki. Il s'agit probablement d'oiseaux errants des Chatham arrivant sur le continent, et non de populations reproductrices. De même, parmi les os sous-fossiles d’Eudyptes aux Chatham, ont été retrouvés des os de l'espèce Eudyptes sclateri mais, là encore, il s'agirait d'oiseaux égarés.

## Étymologie
Son nom spécifique, warhami, lui a été donné en l'honneur de John Warham (d) (1919-2010), ornithologue et photographe australien, qui a mené des études pionnières sur les manchots du genre Eudyptes.

## Publication originale
- (en) Theresa L. Cole, Daniel T. Ksepka, Kieren J. Mitchell, Alan J. D. Tennyson, Daniel B. Thomas, Hailin Pan, Guojie Zhang, Nicolas J. Rawlence, Jamie R. Wood, Pere Bover, Juan L. Bouzat, Alan Cooper, Steven R. Fiddaman, Tom Hart, Gary Miller, Peter G. Ryan, Lara D. Shepherd, Janet M. Wilmshurst et Jonathan Michael Waters, « Mitogenomes Uncover Extinct Penguin Taxa and Reveal Island Formation as a Key Driver of Speciation », Molecular Biology and Evolution, OUP, vol. 36, no 4,‎ 1er avril 2019, p. 784-797 (ISSN 0737-4038 et 1537-1719, OCLC 439813139, PMID 30722030, DOI 10.1093/MOLBEV/MSZ017, lire en ligne).